# Casa del Govern a Chișinău
La Casa del Govern a Chișinău (en romanès: Casa Guvernului din Chișinău) és un edifici governamental de Chisinau situat a la Gran Plaça de l'Assemblea Nacional i l'avinguda Stefan cel Mare. Va ser dissenyat per Semyon Fridlin l'any 1964 a la plaça de la Victòria (ara PMAN) i al llarg de l'avinguda Lenin (ara avinguda Stefan cel Mare).
Abans era la seu del Consell de Ministres de l'RSS de Moldàvia. L'edifici és una estructura de formigó armat de 6 plantes, revestida de pedra blanca, feta en forma de lletra russa П (traduïda a P en català). A sobre de l'entrada principal de l'edifici hi ha la inscripció "El govern de la República de Moldàvia", així com l'escut d'armes de Moldàvia i la bandera de Moldàvia. L'any 2010, just davant de l'edifici es va inaugurar el Monument a les víctimes de l'ocupació soviètica.

## Galeria

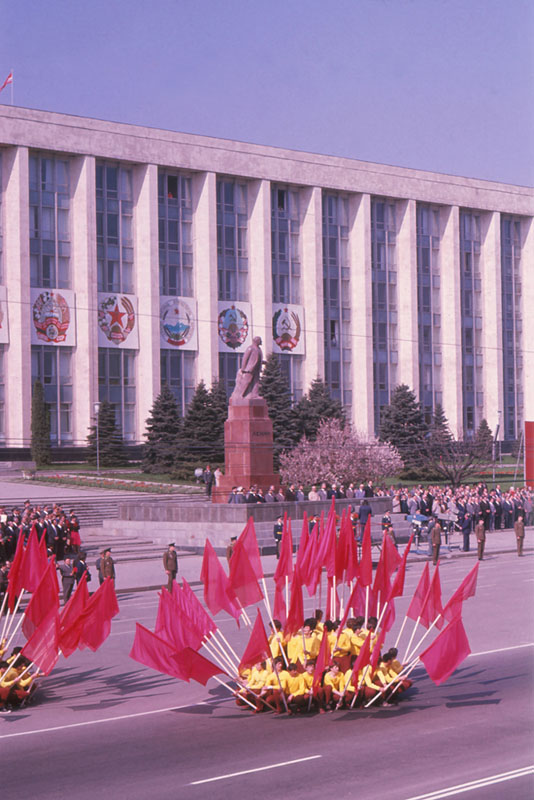
Una cercavila davant de l'edifici l'any 1980
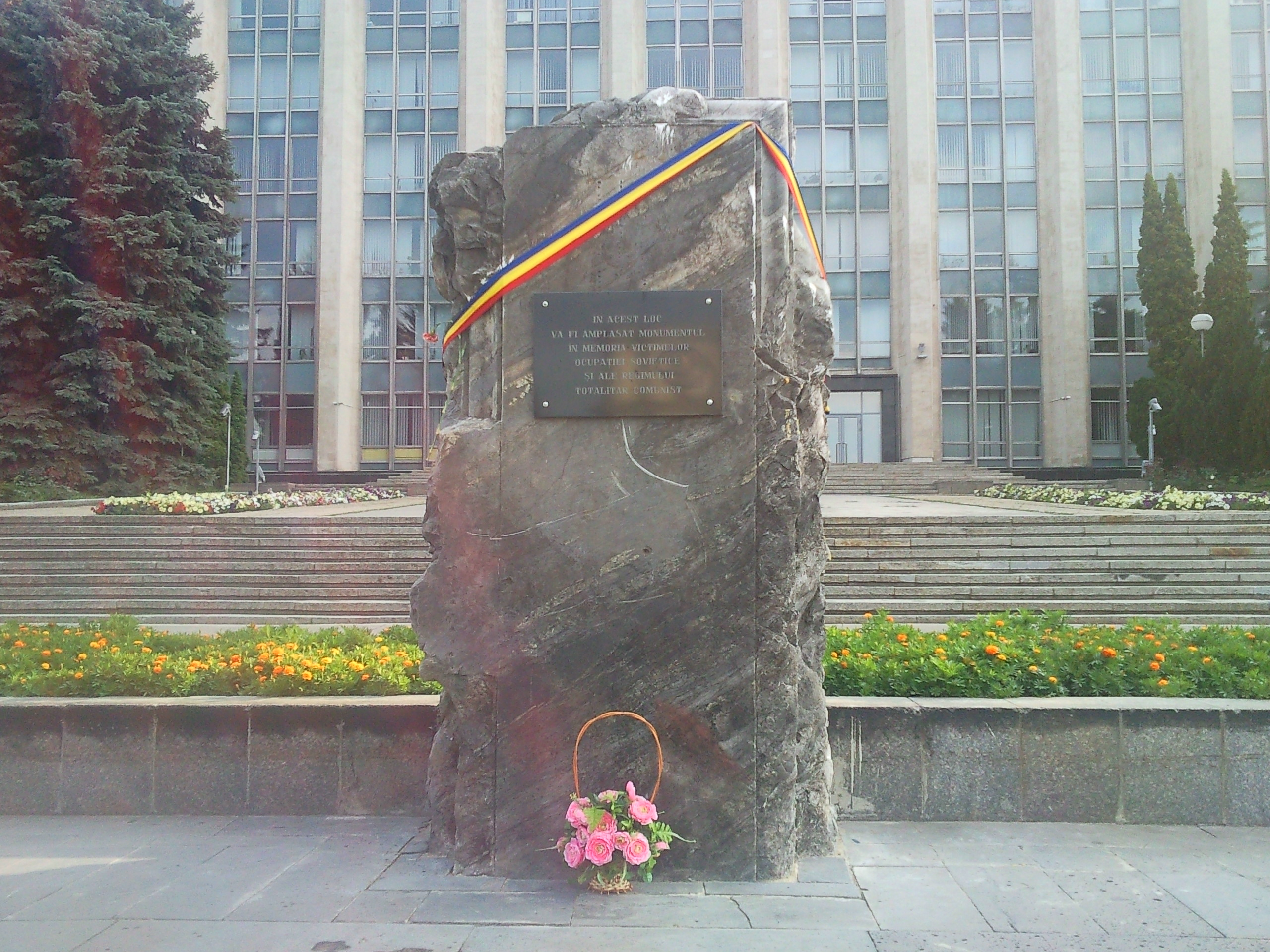
Monument a les víctimes de l'ocupació soviètica
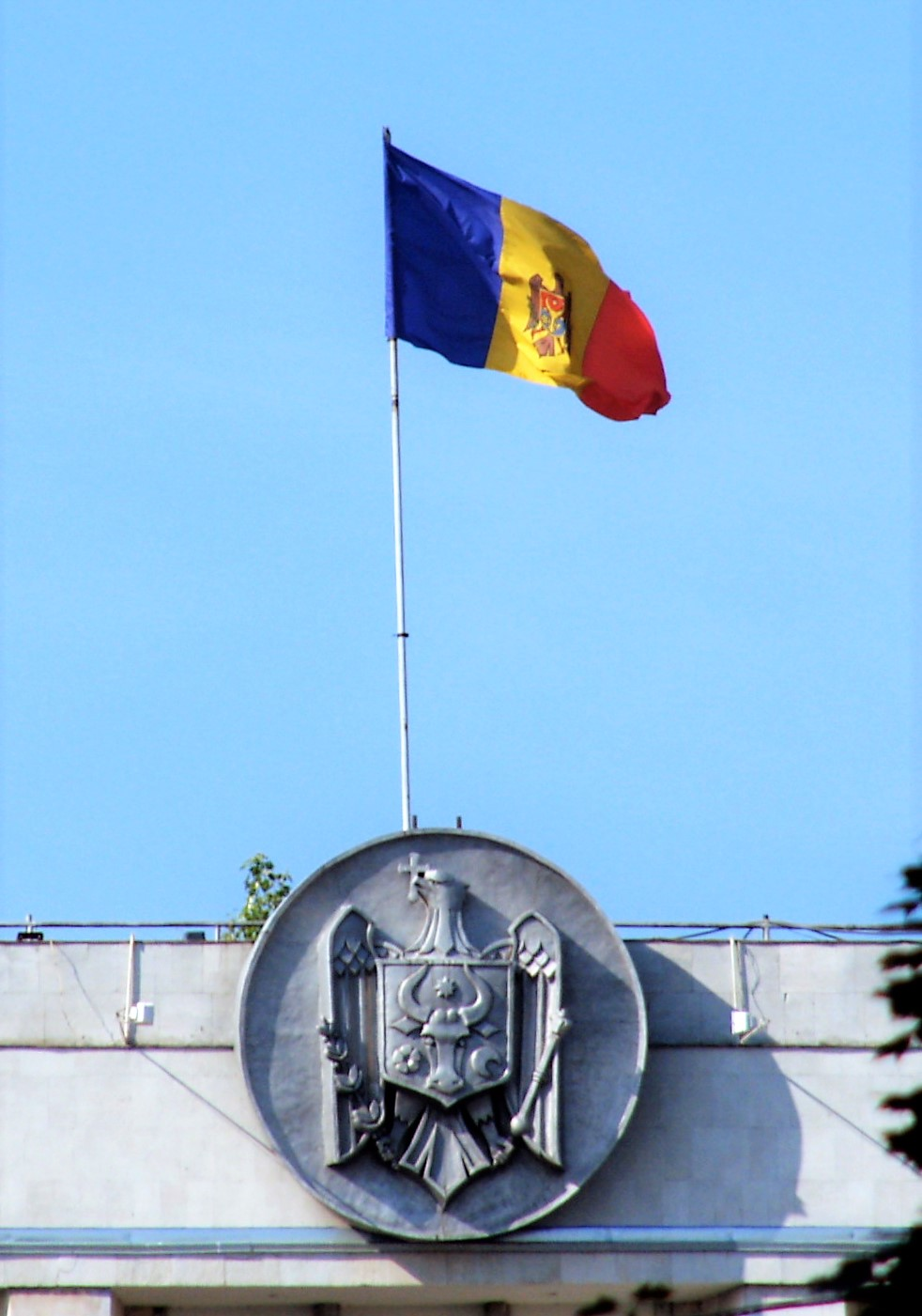
La bandera i l'escut de Moldàvia a l'edifici
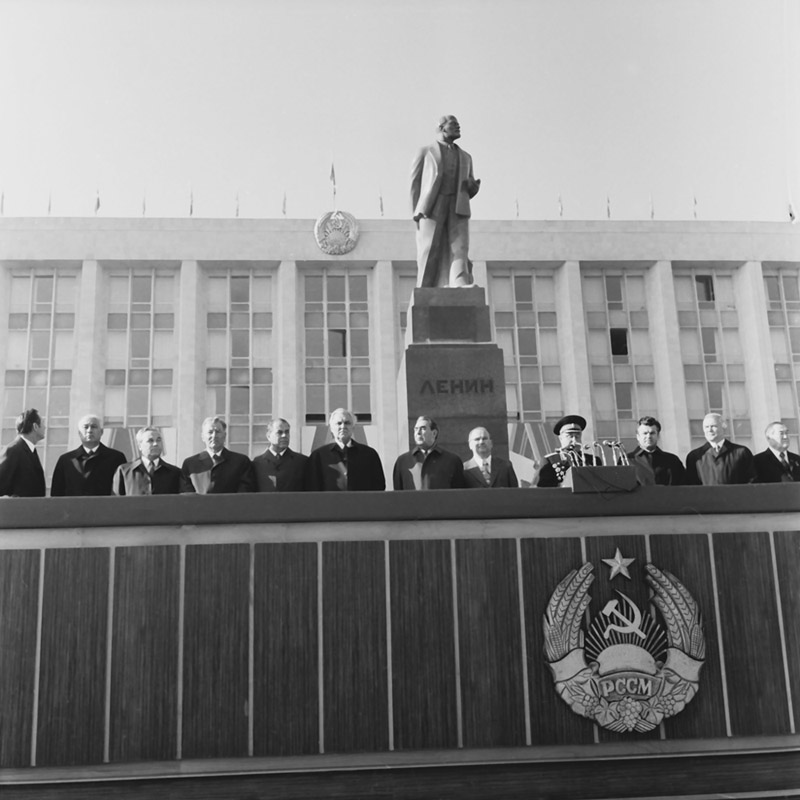
El lideratge polític soviètic i moldau en una tribuna davant de la casa del govern durant una cerimònia el 1976 a Chisinau (aleshores Kishinev)